# John Henry Brookes
John Henry Brookes (* 31. Januar 1891 in Northampton; † 29. September 1975 in Oxford) war ein britischer Handwerker, Künstler und Pädagoge. Er ist Namensgeber der Oxford Brookes University und war Rektor einer ihrer Vorgängerinstitutionen.

## Leben
Brookes war der Sohn von Robert Henry Brookes (* 1866) und Annie Watts (* 1869, geborene Dykes). Er besuchte die Grundschule in Northampton ebenso wie in Leicester, wo sein Vater ab 1905 eine Arbeit fand. Dort ging er von 1909 bis 1914 auch auf die Leicester School of Art and Crafts und wurde schließlich Kunstlehrer.
Zwischen 1913 und 1916 erlernte er in Sommerschulen in Chipping Camden das Handwerk des Silberschmiedens und betätigte sich nebenher als Künstler, ehe er Lehrer an der Oxford City School of Arts wurde und dort später leitende Funktionen übernahm. Als die Oxford City Technical School übernommen wurde, wurde Brookes deren erster Vize-Rektor. 1934 schließlich wurde Brookes erster Rektor der neu formierten Oxford School of Technology, Art and Commerce.
Als die Hochschule bis 1946 über 19 Grundstücke in der gesamten Stadt verfügte und immer mehr Studenten aufnahm, entwickelte er Pläne, diese an einem einzigen Campus zusammenzubringen. Trotz reger Proteste wurde schließlich ein Campus im Stadtteil Headington errichtet, an dessen Stelle sich bis heute der Hauptcampus der Oxford Brookes University befindet.
1956 ging Brookes in den Ruhestand, verblieb jedoch bis 1962 als Präsident der Oxford Photographic Society. Er verstarb 1975 nach kurzer Krankheit im Churchill-Universitätsklinikum und wurde am 3. Oktober desselben Jahres eingeäschert.
Abseits seiner akademischen Tätigkeiten schrieb und zeichnete Brookes für die lokale Zeitung Oxford Times und beteiligte sich an Büchern wie Country Corners (1969) und Mid-Oxfordshire Churches (1970). Er war außerdem Mitglied und Vorsitz zahlreicher Komitees und Gesellschaften, die sich um die städtische Entwicklung sowie die Förderung und Unterstützung junger Menschen kümmerten.

## Auszeichnungen
1953 erhielt Brookes den Order of the British Empire.